# Міжнародні психологічні конгреси
Міжнародний психологічний конгрес — визначний форум в галузі психологічних наук, на якому презентуються найбільш вагомі результати досліджень з психології, що проводяться в усьому світі. У 1948 році на 12-му конгресі в Единбурзі було запропоновано створити «Міжнародний союз психологічних наук», який став основним організатором конгресів. Починаючи з 1972 року конгреси проводяться раз на 4 роки.
| №  | Рік  | Місто проведення | Країна-організатор | Головуючі на конгресі           | Основна тематика конгресу                                                                 | Кількість країн | Кількість учасників |
| 1  | 1889 | Париж            | Франція            | Жан Шарко і Теодюль Рібо        | Фізіологічна психологія                                                                   |                 |                     |
| 2  | 1892 | Лондон           | Велика Британія    | Генрі Сіджвік                   | Експериментальна психологія: фізіологія, психофізика; гіпнотизм                           |                 |                     |
| 3  | 1896 | Мюнхен           | Німеччина          | Карл Штумпф                     | Психофізіологія, психологія нормального індивіду, патопсихологія                          |                 |                     |
| 4  | 1900 | Париж            | Франція            | Теодюль Рібо                    | Природничо-наукове та ідеалістичне пояснення психічних явищ                               |                 |                     |
| 5  | 1905 | Рим              | Італія             | Джузеппе Серджі                 | Методи вивчення свідомості та неусвідомлюваної психічної діяльності                       |                 |                     |
| 6  | 1909 | Женева           | Швейцарія          | Теодор Флурнуа                  | Об'єктивні і точні методи в психології, зоопсихологія                                     |                 |                     |
| 7  | 1923 | Оксфорд          | Велика Британія    | Чарльз Майерс                   | Психотехніка, психологія праці, розробка тестів для профвідбору                           |                 |                     |
| 8  | 1926 | Гронінген        | Нідерланди         | Герард Хейманс                  | Гештальтпсихологія, школа «психології життя», психологія мислення                         |                 |                     |
| 9  | 1929 | Нью-Гейвен       | США                | Джеймс Кеттел                   |                                                                                           |                 |                     |
| 10 | 1932 | Копенгаген       | Данія              | Гаральд Геффдінг і Едгар Рубін  |                                                                                           |                 |                     |
| 11 | 1937 | Париж            | Франція            | Анрі П'єрон                     | Проблеми психічного розвитку у тваринному світі та у дитини                               |                 |                     |
| 12 | 1948 | Единбург         | Велика Британія    | Джеймс Древер                   | Соціальна психологія, інженерна психологія                                                |                 |                     |
| 13 | 1951 | Стокгольм        | Швеція             | Девід Кац                       | Застосування кількісних методів у психології; наукова психологія та психоаналіз           |                 |                     |
| 14 | 1954 | Монреаль         | Канада             | Едвард Ботт і Едвард Толмен     | Психологія та нейрофізіологія                                                             |                 |                     |
| 15 | 1957 | Брюссель         | Бельгія            | Альберт Міхотт                  | Психофізіологія                                                                           |                 |                     |
| 16 | 1960 | Бонн             | Німеччина (ФРН)    | Вольфганг Мецгер                |                                                                                           |                 |                     |
| 17 | 1963 | Вашингтон        | США                | Отто Клайнберг                  | Зв'язок психології з технічними науками та кібернетикою                                   |                 |                     |
| 18 | 1966 | Москва           | СРСР               | Олексій Леонтьєв                | Проблеми психічного розвитку, психологія особистості та соціальна психологія              |                 |                     |
| 19 | 1969 | Лондон           | Велика Британія    | George C. Drew                  | Психологія та методи вивчення і організації соціальної поведінки                          |                 |                     |
| 20 | 1972 | Токіо            | Японія             | Moriji Sagara                   | Розвиток психології в країнах Азії; психологія і актуальні проблеми сучасного суспільства |                 |                     |
| 21 | 1976 | Париж            | Франція            | Поль Фресс                      |                                                                                           |                 |                     |
| 22 | 1980 | Лейпциг          | Німеччина (ФРН)    | Фрідхарт Клікс                  |                                                                                           |                 |                     |
| 23 | 1984 | Акапулько        | Мексика            | Rogelio Diaz-Guerrero           |                                                                                           |                 |                     |
| 24 | 1988 | Сідней           | Австралія          | Peter Sheehan                   |                                                                                           |                 |                     |
| 25 | 1992 | Брюссель         | Бельгія            | Пол Бертелсон і Гері д’Ідевалль |                                                                                           |                 |                     |
| 26 | 1996 | Монреаль         | Канада             | David Bélanger                  |                                                                                           |                 |                     |
| 27 | 2000 | Стокгольм        | Швеція             | Ларс-Геран Нільсон              |                                                                                           |                 |                     |
| 28 | 2004 | Пекін            | КНР                | Quicheng Jing                   |                                                                                           |                 |                     |
| 29 | 2008 | Берлін           | Німеччина          | Пітер Френш                     |                                                                                           |                 |                     |
| 30 | 2012 | Кейптаун         | ПАР                | Сатасіван Купер                 |                                                                                           |                 |                     |
| 31 | 2016 | Йокогама         | Японія             | Kazuo Shigemasu                 |                                                                                           |                 |                     |
| 32 | 2020 | Прага            | Чехія              |                                 |                                                                                           |                 |                     |
| 33 | 2024 | Ріо-де-Жанейро   | Бразилія           |                                 |                                                                                           |                 |                     |